# Ратне репарације
Ратне репарације (енгл. war reparations) су посебан облик накнаде ратне штете. Мировним уговорима после Првог и Другог светског рата, побеђене државе биле су обавезне да плате земљама победницама штете нанесене у време рата. Плаћање (надокнада) се врши новцем, робом, индустријским постројењима и обектима. За разлику од ратне штете, која је обично већа од стварно причињене штете, репарацијама је циљ стварно обештећење победника за штету претрпљену у рату.

## Први светски рат
Репарације су први пут примењене после Првог светског рата. Немачка и друге побеђене државе Централних сила биле су обавезне Версајским, Лозанским, Сен-жерменским и осталим мировним уговорима да надокнаде штету савезницима, причињену ратом. Ради одређивања висине надокнаде и контроле плаћања формирана је Међусавезничка репарациона комисија, која је утврдила репарациони износ од 132 милијарде златних марака. Од те суме требало је да Немачка плати 126,3 милијарде за 30 година. Касније је укупна сума репарација смањена на 117 милијарди. Од 1924. до 1930. Немачка је исплатила свега 11 милијарди, 1931. одобрен јој је једногодишњи мораторијум због светске економске кризе (1929-1933), а већ 1932. на Лозанској конференцији репарационе обавезе Немачке сведене су на 3 милијарде златних марака. Ни споразум у Лозани мије реализован због доласка на власт фашизма у Немачкој (почетком 1933), када је Немачка отказала даље плаћање својих обавеза по Версајском уговору.

## Други светски рат
У Другом светском рату, на Кримској конференцији (4-11. фебруара 1945) разматране су репарације које је требало да плати Немачка, и утврђен је принцип да мора надокнадити штету у натури до највеће могуће мере. На Потсдамској конференцији разрађене су обавезе Немачке у погледу репарација и подељене на два дела: у источној окупационој зони (касније ДР Немачка), под контролом СССР, обезбедиће се репарације за СССР и Пољску, а из западних окупационих зона (СР Немачка) за САД, Велику Британију, Француску и осталих 19 држава које су претрпеле штету од Немачке. Поред репарација из своје окупационе зоне, СССР је добио право и на део репарација из западне окупационе зоне (10% индустријских постројења која нису потребна немачкој мирнодопској привреди).

### Од Немачке
Париским споразумом од 14. јануара 1946. регулисано је остваривање репарација из западне окупационе зоне: предвиђени су формирање Међусавезничка агенције за репарације и реституција монетарног злата. Споразумима је предвиђено остварење репарација демонтирањем индустријских објеката, запленом немачке имовине у иностранству, трговачке морнарице, запленом намирница и материјала, а у извесној мери и текуће индустријске производње. Све то требало је расподелити заинтересованим државама према утврђеним процентима и категоријама. Категорија А обухватала је немачку имовину у иностранству, заплењени материјал и текућу производњу, а категорија Б индустријске уређаје, поморске и речне бродове. Албанији, Аустрији, Белгији, Чехословачкој, Данској, Египту, Француској, Грчкој, Холандији, Индији, Југославији, Канади, Јужноафричкој републици, Луксембургу, Норвешкој, Новом Зеланду, САД и Великој Британији одређен је проценат у свакој од поменутих категорија.
Југославији је одређено 6,60% у категорији А и 9,60% у категорији Б. Од 1945. до 1949. демонтирана су нека индустријска постројења у западној окупационој зони, заплењен је део немачких трговачких бродова и покретне имовине, а немачка имовина на територији победничких и неких неутралних земаља, споразумно с тим земљама, конфискована. Конфискована имовина подељена је заинтересованим државама према кључу, као аконтација на име репарације. Државе чланице Међусавезничке агенције за репарације добиле су 667 фабрика у вредности од 708 милиона ДМ (по курсу из 1938), односно око милион тона демонтираног натеријала. Од укупно процењене висине репарација - 1304 милијарде ДМ, Југославија је примила 509 милиона долара, или свега око 2% од укупно причињене штете.